# Ninken
Ninken (japonsky 仁賢天皇, Ninken-tennó, 449 – 9. září 498) byl legendární dvacátý čtvrtý japonský císař podle tradičního seznamu panovníků.
K období života a vlády tohoto císaře nelze přiřadit žádná pevná data, ale všeobecně panuje názor, že vládl od roku 488 do roku 498.

## Legenda
Má se za to, že císař Ninken panoval v Japonsku koncem 5. století. Vzhledem k nedostatku podkladů však není možné tuto skutečnost důkladněji studovat a ověřit.
V mládí byl znám pod svým rodným jménem Oke. Spolu se svým mladším bratrem Wokem byl přinucen prchnout, aby si zachránil život, když císař Júrjaku zastřelil na lovecké výpravě jejich otce, syna císaře Ričúa. Útočiště našli v Akaši v provincii Harima (dnes v prefektuře Hjógo), kde se skrývali a žili v utajení jako pastevci. Podle legendy přišel jednou Oke do Akaši a prozradil svoji pravou identitu. Císař Seinei, který mezitím nastoupil na Chryzantémový trůn po svém zemřelém otci, císaři Júrjakuovi, tak znovu nalezl své ztracené bratrance. Vyzval oba bratry, aby se vrátili ke dvoru, a oba je adoptoval jako své syny a dědice. Tak mohl každý z nich nastoupit na trůn jako Seineiův dědic, i když není zcela jasné, zda byli „objeveni“ ještě za Seineiova života, anebo až po jeho smrti.
Jelikož císař Seinei po sobě nezanechal žádné jiné dědice než adoptované prince Okeho a Wokeho, musel se jeden z nich ujmout nástupnictví. Woke si samozřejmě přál, aby se císařem stal jeho starší bratr, avšak Oke to odmítl. Oba bratři se stále nemohli dohodnout, nicméně ministři a císařovi rádci trvali na tom, že jeden z bratrů musí císařský titul přijmout. Nakonec se jako méně neústupný ukázal mladší z nich, princ Woke. Tak se stalo, že Okeho mladší bratr, jenž vešel ve známost jako císař Kenzó, nastoupil na Chryzantémový trůn dřív než jeho starší bratr. Tento neobvyklý postup umožnila vzájemná dohoda obou bratrů.
Poté, co císař Kenzó zemřel, aniž zanechal dědice, nastoupil na trůn nakonec i princ Oke a vládl Japonsku jako císař Ninken. Jeho titul by dnes nezněl tennó, neboť, jak se mnozí historikové domnívají, tento titul byl zaveden až za vlády císaře Temmu a císařovny Džitó. Spíš by zněl Sumeramikoto či Amenošita Širošimesu Ókimi (治天下大王), což znamená „velký král vládnoucí všemu pod nebesy“. Mohl by také být nazýván ヤマト大王/大君 neboli „velký král dynastie Jamato“.
Místo, kde byl císař Ninken pohřben, není známo. Císař je proto tradičně uctíván v pamětní šintoistické svatyni v Ósace. Úřad pro záležitosti japonského císařského dvora stanovil toto místo jako císařovo mauzoleum, takže nese formální jméno Hanjú no Sakamoto no misasagi.

## Rodina
Ninken se oženil s Kasugou no Óiracume, dcerou císaře Júrjakua, která byla jeho sestřenicí z druhého kolena. Jejich dcera Taširaka se později provdala za 26. císaře Keitaie, který usedl na trůn po jejím bratrovi, protože císař Burecu zemřel mladý a bez potomků. Jejich další dcera Tačibana se stala manželkou 28. císaře Senky a matkou princezny Iwahime, choti 29. císaře Kinmeie. Jejch synem byl pozdější 30. císař Bidacu.
S císařovnou Kasugou no Óiracume měl Ninken údajně celkem 6 dcer a jednoho syna. S druhou manželkou Nukakimi-no-Iracume pak jen jednu dceru.